# Лукьяновская тюрьма
Лукьяновская тюрьма (укр. Лук'янівська в'язниця, Лукьяновский тюремный замок, Лукьяновский СИЗО, Лукьяновка, ) — в настоящее время следственный изолятор города Киева. Здание тюрьмы включено в «Свод памятников истории и культуры».

## История
Тюрьма состоит из нескольких корпусов, основное здание построено в 1859—1862 годах по проекту губернского архитектора Михаила Иконникова. Официально Лукьяновский тюремный замок начал работать с 1863 года. Во времена Российской империи тюрьма считалась образцовым учреждением, на её территории существовала тюремная церковь (в которой в советские времена были тоже сделаны камеры), в 1864 году также построили еврейскую молельню. Другие корпуса были достроены на протяжении последней трети XIX века.
Согласно отчёту по Главному тюремному управлению Министерства внутренних дел Российской империи за 1899 год, по «пропускной способности» наряду с двумя Петербургскими, Московской, Владимирской тюрьмами входила в десятку лидеров своей отрасли. Камерных помещений в тюрьме было на 595 мест, из коих 46 камер для одиночного содержания, по состоянию на 1 января 1900 года числилось 904 арестанта.
В Лукьяновской тюрьме 12 мая 1881 года родился Александр Богомолец, впоследствии 7-й президент АН Украины, вице-президент АН СССР и АМН СССР, лауреат Сталинской премии.
На 1900 год тюрьма состояла из 10 каменных зданий различного назначения. В тюрьме существует система подземных туннелей — переходов между следственным корпусом, старой и новой частью тюрьмы. Внутри тоннели перекрываются многочисленными металлическими дверями с замками и специальной сигнализацией.
В 1902 году из тюрьмы бежали одиннадцать арестованных распространителей газеты «Искра». Среди них был известный революционер Николай Бауман и будущий нарком иностранных дел Максим Литвинов.
В феврале 1923, после Гражданской войны, здесь были расстреляны заключенные партизаны Холодного Яра.
В предвоенные годы здесь была расположена тюрьма ОГПУ МВД СССР. В то время в тюрьме находилось более 25 000 заключённых.

## Корпуса
Корпуса СИЗО имеют особые названия. Самый старый корпус называется «Катька». Существует легенда, что этот корпус построили при Екатерине II. В этом корпусе находятся посты № 8 и 9А где содержатся ПЖ (лица, которые осуждены на пожизненное заключение). В советские годы и до введения на Украине моратория на смертную казнь эти камеры предназначались для содержания лиц, приговорённых к высшей мере наказания. В исполнение смертные приговоры приводились в специально оборудованном полуподвальном помещении этого же корпуса. На сегодняшний день данные помещения законсервированы и опечатаны.
Рядом находятся камеры, в которых содержали и содержат привилегированных арестантов. Второй старый корпус называется «Столыпинка». Этот корпус построен во времена Столыпина. К этому корпусу в советское время пристроены два корпуса «Брежневки», и «Кучмовка» во времена уже президента Кучмы.
В отличие от камер «Катеньки» и «Столыпинки», камеры в «Брежневке» и «Кучмовке» меньшие по размерам и имеют низкий потолок. Окна «Столыпинки» и «Кучмовки» видно из-за забора. Существует отдельный корпус «Малолетка», хотя старожилы называют его «Сталинка». Из названия корпуса понятно, что там находится молодёжь, точнее «несовершеннолетние арестованные лица». Также есть отдельный корпус ЖК (женский корпус) и «Больничка». Транспортирование арестованных осуществляется подземными ходами. Также существует и «привратка» («боксы»), очень маленькие комнаты, расположенные вдоль длинного коридора с маленькими окнами, которые не открываются, без туалетов и сильно задымлённые сигаретами, где находятся все, кто попадает в СИЗО и ждёт очереди, когда его переведут в камеру, а также те, кто этапируется на суд или следствие. Также существует отдельное помещение для лиц прислуги из числа осуждённых. Оно расположено отдельно от других корпусов СИЗО.
Существуют также «дворики» для прогулки — специально оборудованные помещения для прогулок арестованных на свежем воздухе. Часть «двориков» находится во внутреннем периметре, а часть на крыше «Столыпинки» и «Малолетки». Официально не числятся, но реально существуют камеры для «обиженных» (лиц, которые с точки зрения преступного мира считаются изгоями), «БС» (для сотрудников органов МВД, СБУ и других органов, которые находятся под арестом), «тубики» (для больных туберкулёзом), «дура» (для психически больных). Существует баня, «ларёк», библиотека. Есть и церковь в помещении блока для обслуги.

## VIP-камеры
В мае 2020 года на законодательном уровне было принято решение установить плату за пребывание в VIP-камере в размере 12 000 гривен в месяц. Данные камеры находятся в «новом» корпусе (построен в 1983 году).

## Известные заключённые
- Бермондт-Авалов, Павел Рафаилович
- Варнеке Борис Васильевич — доктор наук.
- Вильгельм Франц Габсбург-Лотарингский — украинский военный деятель, австрийский архигерцог, поэт.
- Винниченко, Владимир Кириллович — украинский политический и государственный деятель.
- Винс, Георгий Петрович — баптистский пресвитер, писатель, поэт, узник совести.
- Глаголев, Александр Александрович — духовник семьи Булгаковых, прототип отца Александра из романа «Белая гвардия», расстрелян в тюрьме в 1937 году.
- Грушевский, Михаил Сергеевич — учёный-историк, академик, глава Украинской Центральной Рады.
- Дзержинский, Феликс Эдмундович — российский революционер, советский государственный деятель.
- Домбровский, Ярослав — лидер польского освободительного движения.
- Дятлов, Анатолий Степанович — по официальной (всё больше оспариваемой в последнее время) версии признан одним из виновных в аварии на ЧАЭС.
- Завадский, Игорь Борисович — Заслуженный артист Украины Аккордеонист
- Зварич, Игорь Степанович — судья-коррупционер, председатель Львовского апелляционного административного суда.
- Иващенко, Валерий Владимирович — экс-первый заместитель Министра обороны Украины, ВО министра, инкриминируется злоупотребление служебным положениям во время согласования плана санации одного из госпредприятий.
- Каховская, Ирина Константиновна — организатор покушения на командующего немецкими оккупационными войсками на Украине в 1918 году генерал-фельдмаршала Германа фон Ейхгорна.
- Колесников Борис Викторович — украинский бизнесмен и политик.[3]
- Кибальчич, Николай Иванович — изобретатель и революционер-народник, автор схемы первого в мире реактивного летательного аппарата.
- Листовничий, Василий Павлович — украинский гражданский инженер, архитектор.
- Лозинский, Виктор Александрович — депутат Верховной Рады Украины, от Блока Юлии Тимошенко, обвиняемый по делу об убийстве Валерия Олийныка.
- Луначарский, Анатолий Васильевич — будущий нарком просвещения — полтора месяца в 1900-м
- Луценко, Юрий Витальевич — украинский политик и общественный деятель, экс-министр внутренних дел Украины.
- Медведько, Андрей Александрович — украинский общественный деятель, член националистической организации "С-14". Один из обвиняемых в убийстве Олеся Бузины.
- Муравицкий Василий Александрович - украинский журналист, узник совести.
- Участники знаменитого побега агентов газеты «Искра» в августе 1902 года: Николай Бауман, Максим Литвинов, Владимир Бобровский, Осип Пятницкий, Иосиф Басовский, В. М. Сапежко, Виктор Крохмаль, И. Блюменфельд, Лев Гальперин.
- Параджанов, Сергей Иосифович — советский кинорежиссёр и сценарист.
- Симон Петлюра — украинский государственный, военный и политический деятель.
- Пукач, Алексей Петрович — генерал МВД, исполнитель в деле об убийстве Георгия Гонгадзе-находится с момента задержания в следственном изоляторе Службы безопасности Украины[1].
- Рыльский, Максим Фаддеевич — поэт, классик украинской поэзии XX века
- Рудьковский, Николай Николаевич — украинский политик, министр транспорта и связи Украины (2006—2007)[4].
- Иосиф (Слипый) — первоиерарх Украинской Греко-Католическои Церкви, кардинал.
- Садовский, Валентин Васильевич (1886—1947) — украинский учёный, общественный и политический деятель.
- Тимошенко, Юлия Владимировна — экс-премьер-министр Украины, провела в 2001 году в СИЗО 42 дня. Также находилась в этой же тюрьме (и даже в той же камере) с 5 августа по 30 декабря 2011 года.
- Урицкий, Моисей Соломонович — российский революционный и политический деятель.
- Хмара, Степан Ильич — украинский политик, правозащитник, долголетний политзаключённый советских концлагерей.
- Цвигун, Мария Викторовна, также известная как «Мария Дэви Христос» и «Виктория Преображенская» — религиозный деятель, создательница религиозного движения «Великое белое братство ЮСМАЛОС».
- Черновол, Вячеслав Максимович — украинский политический деятель.
- Шкиль, Андрей Васильевич — украинский политик, народный депутат Украины.